# Mentalsjukhus i Sverige

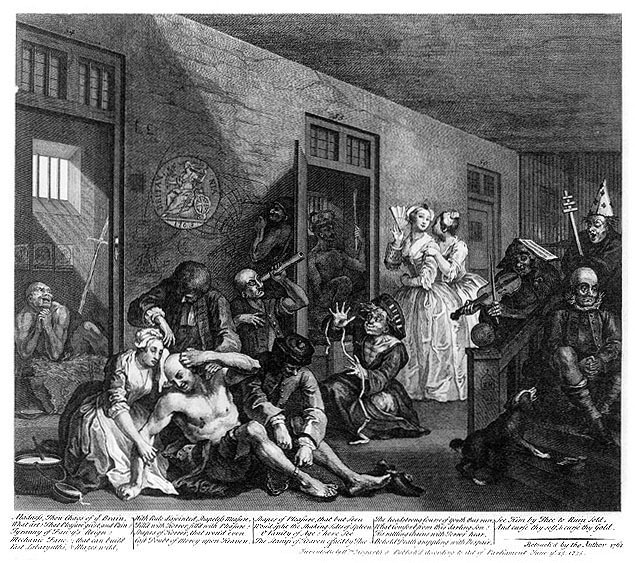
"In the madhouse" (I dårhuset). Kopparstick av William Hogarth ur serien "The Rake's Progress" (En rumlares historia).

Mentalsjukhus kallades de tidigare större inrättningar där psykiatrisk vård gavs, endera till intagna patienter (sluten vård) eller till besökande patienter (öppen vård). Fram till 1929 skilde man i sinnessjuklagstiftningen mellan två typer av sådana sjukhus, hospital för botbara patienter och asyler för dem som ej ansågs botbara. Asyler var kopplade till sjukhusen i Uppsala, Vadstena, Lund,  Vänersborg, Växjö och Piteå. Asylinrättningarna avskaffades när den psykiatriska vården omorganiserades 1929 och vården inrättades i de nya sinnessjukhusen.
På de så kallade stormavdelningarna hölls våldsamma och akut psykotiska patienter intagna. Under 1950-talet kom dock neuroleptika och andra antipsykotiska farmaka, som i bästa fall botar och häver psykosen och under alla omständigheter har effekten att lindra patientens psykiska tillstånd. Därmed kunde stormavdelningarna stängas. I början av 1960-talet fanns 31 fristående mentalsjukhus i Sverige.
Numera heter det i Sverige sluten psykiatrisk vård. Dessa är oftast integrerade med resten av ett vanligt sjukhus eller belägna i en sidobyggnad. På en psykiatrisk vårdavdelning behandlas patienten under den mest kritiska sjukdomstiden, till exempel efter ett första insjuknande och då man ska inleda en medicinering. Vid tillfrisknande får patienten lämna avdelningen, och följs upp vid en mottagning i den kommun där patienten är bosatt.

## Hospital under medeltiden
- Nya Lödöses hospital

## Statliga/landstingsstyrda sjukhus

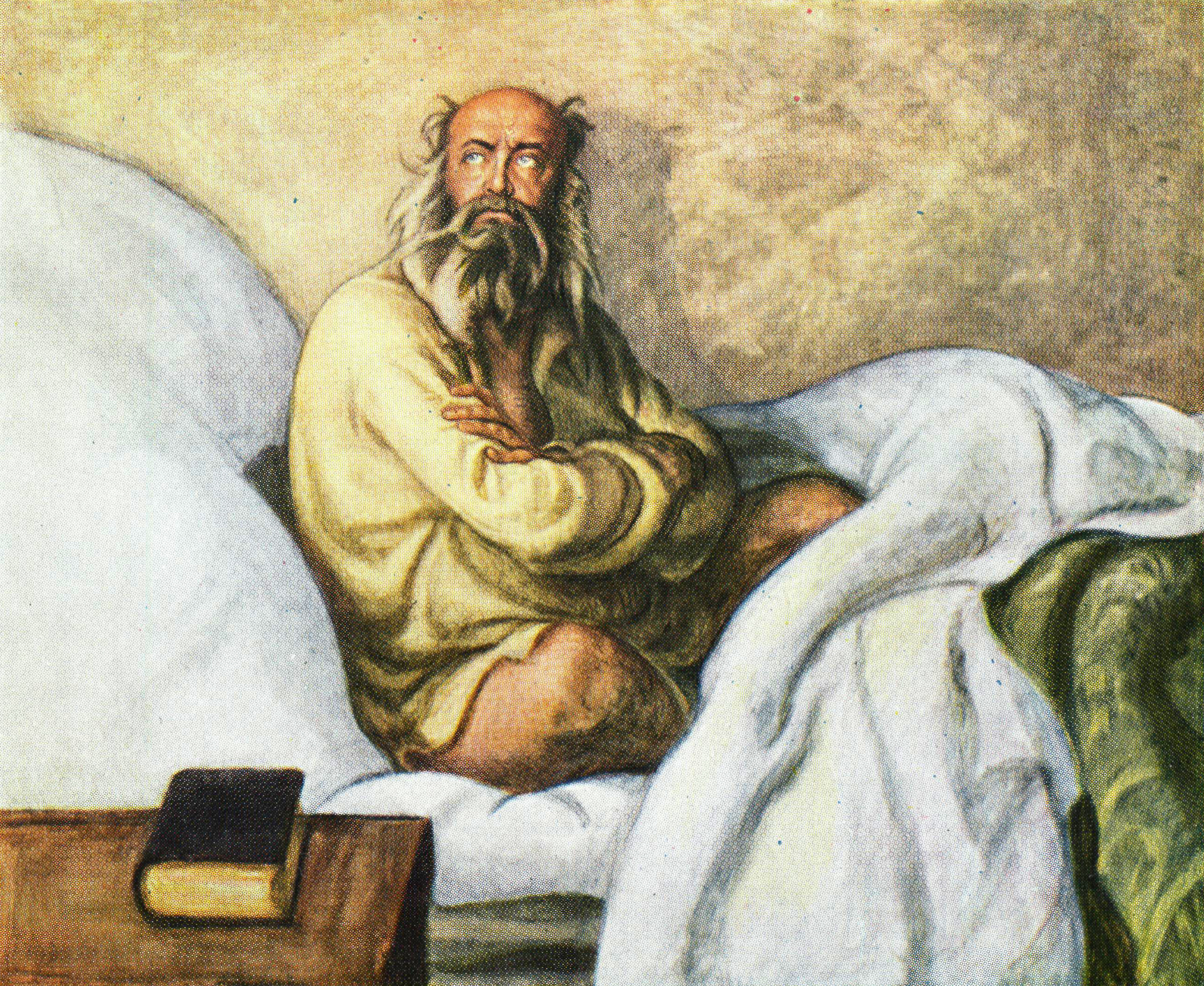
Gustaf Fröding på Uppsala hospital, porträtt från 1909 av Richard Bergh (Bonnierska Porträttsamlingen).

- Birgittas sjukhus (Vadstena, Birgittaområdet)
- Falbygdsklinikerna (Falköping)
- Falkessons Hospital och Dårhus (Göteborg)
- Frösö sjukhus (Östersund)
- Furunäsets sjukhus  i Piteå, 1893-1987 (nedlagt)
- Gådeå sjukhus (Härnösand)
- Hälsinge sjukhus (Bollnäs, nedlagt)
- Karsuddens sjukhus
- Konradsberg, Psykiatriska sjukhuset i Stockholm
- Källshagens sjukhus (Vänersborg)
- Malmö hospital nedlagt 1928
- Mariebergs sjukhus (Kristinehamn)
- Mellringe sjukhus (Örebro)
- Restads sjukhus (Vänersborg)
- Ryhovs sjukhus (Jönköping) (nedlagt)
- Sankt Lars sjukhus (Lund)
- Salberga sjukhus (Sala)
- S:t Jörgens sjukhus (Göteborg, nedlagt)
- Sankt Olofs sjukhus (Visby)
- S:t Sigfrids sjukhus (Växjö Psykiatriska klinikerna, Sigfridsområdet)
- Sankta Annas sjukhus (Nyköping)
- Sankta Gertruds sjukhus (Västervik) (nedlagt)
- Sankta Maria sjukhus (Helsingborg, nedlagt)
- Sidsjöns sjukhus (Sundsvall, numera flyttat till Nacksta)
- Sundby sjukhus (Strängnäs)
- Säters sjukhus, numer Skönvik
- Ulleråkers sjukhus (Uppsala (nedlagt)
- Umedalens sjukhus, Umeå (nedlagt)
- Västra Marks sjukhus (Örebro), statligt mentalsjukhus för efterblivna, senare "specialsjukhus" (1931-1981)

## Kommunala eller landstingsstyrda sjukhus
- Beckomberga sjukhus (nedlagt)
- Fattigvårdsanstalten Gibraltar (Göteborg), indraget 1935
- Katarina sjukhus i Stockholm 1923-33
- Lillhagens sjukhus (Lillhagsparken, Göteborg) 1932-2013 (nedlagt)
- Långbro sjukhus (nedlagt)
- Malmö Allmänna Sjukhus
- Malmö Östra sjukhus (nedlagt. Fem rättspsykiatriska avdelningar är i bruk)
- Norrtulls sjukhus i Stockholm 1932-2014
- Provisoriska sinnessjukhusen i Stockholm 1906-33.
- Rånäs sjukhem 1933-1985
- Sjukhuset S:t Erik (Stockholm)

## Enskilda anstalter med läkartjänster
- Bagges sjukhem (Södertälje 1906-23

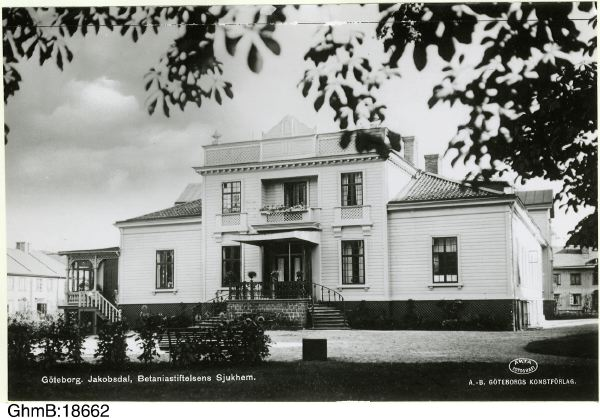
Betaniastiftelsen

- Betaniastiftelsens sjukhem (Göteborg) grundad av metodistkyrkan 1913-
- Lunnagård (Eksjö) 1923-
- Ebenezer uppfostringsanstalt (Jönköping) 1903-05
- Holmehus (Malmö) 1902-13
- Hälledal (Tyringe) 1917-23
- Karlshäll (Stockholm) 1904–39, cirka 1951–77
- Katrinelund (Malmö) 1911-26
- Peterska hemmet (Uppsala) 1906-20
- Sigtuna sjukhem 1902-19
- Solliden i Åkarp 1911-30
- Solna sjukhem 1902-40
- Vångelsta (Uppsala) 1905-39